# 北山友之
北山 友之（きたやま ともゆき、1974年10月12日 - ）は、大阪府出身のデザイナー。
「October Beast」代表、「XROSSCOUNTER」デザイナー、YouTubeチャンネル「ザ・ノイジーズ」メインパーソナリティ。

## 経歴
初芝高等学校卒業、1998年追手門学院大学経済学部経済学科を卒業しリコーに入社。1999年マーズ・コーポレーションにハンティングされ入社し、翌年代表取締役社長兼COOに就任。Tシャツブランド「マーズ・シックスティーン」を設立。ECCコンピュータ専門学校臨時講師、宮城県ベンチャー評議委員、映画秘宝、ゲームラボでライターとしても活動開始。
2009年、映画・ゲーム・アニメ・漫画・音楽から精神世界まで、あらゆるキーワードで自分が好きなことだけノンストップで語りつくすネットラジオ「ザ・ノイジーズ」放送開始。開始当初は、ゲームプロデューサーの（本名非公開）をレギュラーに、七つの話題から議題を語り合う「ザ・セブンワーズ」という名称であった。後に当時のパーソナリティであったジャンクハンター吉田の「これはラジオではなく、ノイズだ。」という発言から、「ザ・ノイジーズ」という名称に変更。
2013年、ニッポン放送内にTシャツブランド「193t」を発足。全アイテムのデザインを手掛け、ももいろクローバーZ等アパレルもプロデュース。
2016年、一般社団法人日本クイズ協会監事に就任し、翌年にはマンガ大賞選考委員に就任。
2017年、「ザ・ノイジーズ」が通算1000回を突破。
2018年、株式会社マーズ・シックスティーンを退社し、October Beast（オクトーバービースト）を設立。
2020年、「ザ・ノイジーズ」通算1300回を記念し、October Beastにて初の公式Tシャツを発表。
2022年、映画監督北村龍平と共に新進気鋭のアパレルブランドXROSSCOUNTER（クロスカウンター）を設立。
2023年9月30日、October Beast presentsライブ「EIZO JAPAN vs 桃井はるこ」をコロナ禍の影響で2度の中止を経て開催予定。

## 人物
- マーズ・コーポレーションは企業内企業を作りつづけるベンチャー企業として1998年に設立され、北山はそこの第1号企業プランを立ち上げ、その後の新規事業に対して取締役の立場からプランニングやマネジメントを行っている[18]。
- 年間講演回数は約20回程度を実施している[19]。
- ザ・ノイジーズはかつてザ・セブンワーズという名称のネットラジオから始まり[20]、現在はYouTubeにて活動中[21][22]。
- クロスカウンター設立の経緯として、今の俺たちを形成したのはこれだ！という”あの頃”の熱さを感じて欲しいをテーマに、北山と北村の二人が愛してやまない映画[23]・音楽[24]・ゲーム[25][26]、スーパーカー[27]等をクロスカウンター流にブラッシュアップしたグッズ展開をしていると語る[28]。